# USS Enterprise (NCC-1701-D)
A USS Enterprise (NCC 1701-D vagy Enterprise-D) egy kitalált, 24. századi Galaxy-osztályú csillaghajó a Star Trek: Az új nemzedék című tudományos-fantasztikus sorozatban, és a Star Trek: Nemzedékek című filmben. Ez az ötödik föderációs hajó, ami ezt a nevet viseli.
A jármű feltűnik még a Star Trek: Deep Space Nine első epizódjában, és a Star Trek: Enterprise befejező részében. Az Enterprise-D az egyetlen Enterprise űrhajó, amely változatlan formában szerepel sorozatban és mozifilmben is.

## Története

### Sorozatban
Az Enterprise-D-vel először a Star Trek: Az új nemzedék című sorozat első, "Encounter at Farpoint" című részében találkozhatunk. Ebben az epizódban Jean-Luc Picard kapitány nemrég érkezett meg a hajó fedélzetére, és első feladatként a Farpoint állomáshoz vezényli az űrhajót, hogy a legénység hiányzó tagjait, köztük William T. Rikert is felvegyék. A későbbi részekből kiderül, hogy a csillaghajó az Utopia Planitia nevű flotta telepen készült. Az Enterprise-D a harmadik Galaxy osztályú hajó, ami megépült, a USS Galaxy és a USS Yamato után. 2363. október 4-én állították szolgálatba.A hajónak 42 fedélzete van . 
Az új nemzedékben több fajjal való kapcsolatfelvételt is az Enterprise-D valósít meg, mint például a Q-k, Ferengik, vagy a Borg esetében. Az Enterprise kulcsfontosságú szerepet vállalt a Borg legyőzésében is 2366-ban.

Az Enterprise-D tányérja lezuhan a Veridian III-ra

### Mozifilmben
2371-ben a hajón pár belső módosítást hajtottak végre: a hídon új konzolokat építettek be kétoldalt, valamint a híd és a folyosók világítása sötétebb lett a sorozathoz képest, de ez lehet operatőri effekt is. A Star Trek: Nemzedékek című filmben a Duras nővérek megszerzik a hajó pajzsának frekvenciáját és súlyos csapásokat mérnek rá. Habár az Enterprise megsemmisíti a klingon hajót, a térhajtómű hűtőrendszere megsérül, s ezzel beindul a tányér rész biztonsági eltávolítása az űrhajó többi részéről. A hajtómű felrobban, és a lökéshullám a tányért a Veridian III. légkörébe sodorja. Miután képtelen leküzdeni a bolygó gravitációs vonzását, becsapódik, és helyrehozhatatlan károk érik.

## Alternatív jövő
Az új nemzedék záró, dupla epizódjában, 2395-ben sértetlenül tűnik fel, ahol hadihajóként William Riker admirális parancsnoksága alá tartozik. Több változtatáson esik át: három hajtóműgondola, új fegyverek, nagyobb sebesség, és álcázó berendezések jellemzik. Mivel ez egy alternatív idősík, az itteni események jelentőségüket vesztik az epizód végeztével.

## Star Trek: Picard
A Star Trek: Picard sorozat harmadik évadában a föderációs hajómúzeum egyik kiállított csillaghajójaként tűnik fel 2400 körül, ahol Geordi La Forge pótolta a felrobbant hajtómű-szekciót a USS Syracuse-éval. A hajó Picarddal és a legénység többi tagjával a fedélzetén kulcsszereplője lett az ekkori, elcseréltek és a borg által gerjesztett Föderációellenes összeesküvés felszámolásának. A hajó ezután visszatér a múzeumba.